# The Oncoming Storm
The Oncoming Storm är det amerikanska metalcorebandet Unearths andra studioalbum, utgivet i juni 2004 på Metal Blade Records; bandets första skiva på detta skivbolag. Skivan släpptes också med bonus-DVD med livevideor och intervjuer, samt i Ryssland, Brasilien och Japan.
Liksom föregångaren The Stings of Conscience producerades albumet av Adam Dutkiewicz (Killswitch Engage). Det var Unearths första skiva med basisten John "Slo" Maggard och trummisen Mike Justian.
Fyra musikvideor spelades in: "The Great Dividers", "Black Hearts Now Reign", "Zombie Autopilot" samt "Endless".

## Låtlista
1. "The Great Dividers" – 4:02
2. "Failure" – 3:11
3. "This Lying World" – 4:17
4. "Black Hearts Now Reign" – 4:03
5. "Zombie Autopilot" – 4:10
6. "Bloodlust of the Human Condition" – 3:28
7. "Lie to Purify" – 3:41
8. "Endless" – 3:22
9. "Aries" – 2:40
10. "Predetermined Sky" – 4:05
11. "False Idols" – 3:43

## Medverkande
Musiker
- Trevor Phipps – sång
- Buz McGrath – gitarr
- Ken Susi – gitarr, bakgrundssång
- John "Slo" Maggard – basgitarr, gitarr, piano
- Mike Justian – trummor

Produktion
- Adam Dutkiewicz – producent, inspelningstekniker, mixning
- Alan Douches – mastering
- Cory Kilduff – design
- Matt Hayes – design
- Aaron Marsh – design
- Grail – foto